# نيلسون (لاعب كرة قدم مواليد 1975)
نيلسون (بالبرتغالية: Nilson Corrêa Júnior‏) هو لاعب كرة قدم برازيلي في مركز حراسة المرمى، ولد في 26 ديسمبر 1975 في فيتوريا في البرازيل. شارك مع منتخب البرازيل تحت 17 سنة لكرة القدم ومنتخب البرازيل تحت 20 سنة لكرة القدم ومنتخب بوركينا فاسو لكرة القدم. أما مع النوادي، فقد لعب مع فيتوريا دي غيماريش وموريرينسي ونادي أميريكانو ونادي برسبوليس ونادي غاما ونادي فيتوريا ونادي ناوتيكو.

## وصلات خارجية
- نيلسون (لاعب كرة قدم مواليد 1975) على موقع قاعدة بيانات كرة القدم.إي يو (الإنجليزية)
- نيلسون (لاعب كرة قدم مواليد 1975) على موقع Soccerway.com (الإنجليزية)
- نيلسون (لاعب كرة قدم مواليد 1975) على موقع عالم كرة القدم.نت (الإنجليزية)
- نيلسون (لاعب كرة قدم مواليد 1975) على موقع AS.com (الإسبانية)